# ヴィエコスラヴ・ベヴァンダ
ヴィエコスラヴ・ベヴァンダ（ボスニア語: Vjekoslav Bevanda、1956年5月13日 - ）は、ボスニア・ヘルツェゴビナの政治家。2012年1月12日から2015年3月31日まで同国の閣僚評議会議長（首相）を務めた。クロアチア民主同盟に所属するクロアチア人。

## 経歴
モスタルの小学校と高校に通い、1979年にモスタル大学経済学部を卒業。それから1989年まで、モスタルの航空機製造会社であるSOKO社に勤めた。1990年から1993年にかけては、同じくモスタルのAPRO銀行で働いた。2000年から2001年までスプリトのユーロ・センターにおり、それから6年間サラエボの商業銀行で理事職にあった。
2007年3月から2011年3月まで、ボスニア・ヘルツェゴビナ連邦の財相であると同時に、副大統領も兼務した。それまでは、連邦の様々な登記業務を行っていた。